# Liga Premier de Bosnia y Herzegovina 2023-24
La Liga Premier de Bosnia y Herzegovina 2023-24 fue la edición número 24 de la Liga Premier de Bosnia y Herzegovina. La temporada comenzó el 29 de julio de 2023 y terminó el 26 de mayo de 2024.

## Formato
Los doce equipos participantes jugaron entre sí todos contra todos tres veces totalizando 33 partidos cada uno, al término de la fecha 33 el primer clasificado obtuvo un cupo para la primera ronda de la Liga de Campeones 2024-25, mientras que el segundo y tercer clasificado consiguieron un cupo para la primera ronda de la Liga Europa Conferencia 2024-25; por otro lado los dos últimos clasificados descendieron a la Prva Liga FBiH 2024-25 o a la Prva Liga RS 2024-25.
Un tercer cupo para la Segunda ronda de la Liga Europa Conferencia 2024-25 fue asignado al campeón de la Copa de Bosnia y Herzegovina.

## Ascensos y descensos
| Pos. | de Liga Premier de Bosnia y Herzegovina 2022-23 |
| ---- | ----------------------------------------------- |
| 11.º | Leotar                                          |
| 12.º | Sloboda Tuzla                                   |

| Pos. | Ascendidos 2022-23                      |
| ---- | --------------------------------------- |
| 2.º  | Zvijezda 09 (Liga República Srpska)     |
| 1.º  | GOŠK Gabela (Liga Federación de Bosnia) |

## Equipos participantes
Un total de 12 equipos participan actualmente en la liga, incluye diez provenientes de la temporada pasada 2022-23 y dos promovidos cada uno de las segundas divisiones, GOŠK Gabela y Zvijezda 09, reemplazan a los descendidos Leotar y Sloboda Tuzla.
| Equipo          | Ciudad        | Estadio                      | Capacidad |
| --------------- | ------------- | ---------------------------- | --------- |
| Borac           | Bania Luka    | Gradski stadion Banja Luka   | 10,030    |
| GOŠK Gabela     | Gabela        | Stadion Podavala             | 9,000     |
| Igman Konjic    | Konjic        | Stadion Igmana               | 3,000     |
| Posuŝje         | Posušje       | Stadion Mokri Dolac          | 8,000     |
| Sarajevo        | Sarajevo      | Estadio Asim Ferhatović Hase | 34,500    |
| Široki Brijeg   | Široki Brijeg | Estadio Pecara               | 7,000     |
| Sloga Meridian  | Doboj         | Luke Stadium                 | 3,000     |
| Tuzla City      | Tuzla         | Stadion Tušanj               | 7,200     |
| Velež Mostar    | Mostar        | Stadion Rođeni               | 7,000     |
| Željezničar     | Sarajevo      | Estadio Grbavica             | 13,146    |
| Zrinjski Mostar | Mostar        | Stadion pod Bijelim Brijegom | 9,000     |
| Zvijezda 09     | Ugljevik      | Estadio Ciudad de Ugljevik   | 5,000     |

## Clasificación
| Pos. | Equipo          | Pts. | PJ | G  | E  | P  | GF | GC | Dif. | Clasificación o descenso                            |
| ---- | --------------- | ---- | -- | -- | -- | -- | -- | -- | ---- | --------------------------------------------------- |
| 1    | Borac (C)       | 78   | 33 | 24 | 6  | 3  | 68 | 26 | +42  | Primera ronda de la Liga de Campeones 2024-25       |
| 2    | Zrinjski Mostar | 76   | 33 | 24 | 4  | 5  | 76 | 27 | +49  | Segunda ronda de la Liga Europa Conferencia 2024-25 |
| 3    | Velež Mostar    | 59   | 33 | 16 | 11 | 6  | 50 | 28 | +22  | Primera ronda de la Liga Europa Conferencia 2024-25 |
| 4    | Sarajevo        | 53   | 33 | 16 | 8  | 9  | 57 | 38 | +19  | Primera ronda de la Liga Europa Conferencia 2024-25 |
| 5    | Posušje         | 48   | 33 | 13 | 9  | 11 | 35 | 29 | +6   |                                                     |
| 6    | Željezničar     | 43   | 33 | 13 | 4  | 16 | 35 | 36 | −1   |                                                     |
| 7    | Sloga Meridian  | 42   | 33 | 13 | 3  | 17 | 37 | 50 | −13  |                                                     |
| 8    | Široki Brijeg   | 39   | 33 | 11 | 6  | 16 | 37 | 45 | −8   |                                                     |
| 9    | GOŠK Gabela     | 34   | 33 | 8  | 10 | 15 | 38 | 64 | −26  |                                                     |
| 10   | Igman Konjic    | 33   | 33 | 9  | 6  | 18 | 40 | 67 | −27  |                                                     |
| 11   | Tuzla City (D)  | 27   | 33 | 7  | 6  | 20 | 45 | 69 | −24  | Descenso a Prva Liga FBiH o Prva Liga RS            |
| 12   | Zvijezda 09 (D) | 21   | 33 | 6  | 3  | 24 | 34 | 72 | −38  | Descenso a Prva Liga FBiH o Prva Liga RS            |

Actualizado a los partidos jugados el 26 de mayo de 2024.
 Fuente: SoccerWay
Criterios de clasificación: 1) Puntos; 2) Diferencia de gol; 3) Goles marcados; 4) Puntos directos; 5) Diferencia de gol directa; 6) Goles de visita directos (solamente entre dos equipos); 7) Goles marcados directos; 8) Play-off. (Criterio 2 y 3 no son usados para decidir campeón, clasificación a competencia UEFA, o descenso)
Notas:
1. ↑  El Sarajevo fue sancionado con la retirada de tres puntos ya que sus jugadores abandonaron el campo en protesta por múltiples decisiones arbitrales durante un partido de la Copa de Bosnia contra el Borac.[3]

## Goleadores
Actualizado el 13 de mayo de 2024.
| Pos. | Jugador         | Equipo          | Goles |
| ---- | --------------- | --------------- | ----- |
| 1    | Nemanja Bilbija | Zrinjski Mostar | 24    |
| 2    | Dejan Vidić     | Sloga Meridian  | 16    |
| 2    | Hamza Čataković | Sarajevo        | 16    |
| 4    | Nermin Haskić   | Velež Mostar    | 12    |
| 5    | Đorđe Pantelić  | Tuzla City      | 11    |